# کریستوفر کازینز
کریستوفر کازینز (انگلیسی: Christopher Cousins؛ زادهٔ ۲۷ سپتامبر ۱۹۶۰) یک هنرپیشه اهل ایالات متحده آمریکا است. وی از سال ۱۹۸۶ میلادی تاکنون مشغول فعالیت بوده‌است.
از فیلم‌ها یا برنامه‌های تلویزیونی که وی در آن نقش داشته است می‌توان به برکینگ بد و کینه ۲ اشاره کرد.